# 大塚明夫
大塚明夫（日语：／ Ōtsuka Akio，1959年11月24日—），日本男性配音員、演員。東京都出身，身高182公分，體重73公斤，血型B型，特技是空手道。

## 略歷
- 隸屬於Mausu Promotion（舊名・江崎Production），前妻是同公司的澤海陽子（2005年2月11日結婚，已於2008年離婚）。
- 其已故父親大塚周夫是資深演員及配音員，以前常有同台演出的機會。（偶爾也有演親子的角色）。
- 由於其成熟穩重的聲質，在電影配音和動畫、電腦遊戲中演出的作品有很多。現在擔任《週日西片劇場》(日曜洋畫劇場)節目的旁白。出道作是由其父親大塚周夫推薦的《裝甲騎兵Votoms》外傳OVA（大塚周夫亦有在該作品中演出），及《機甲獵兵Mellowlink》的情報將校。在大受歡迎的《潛龍諜影》系列中演出主角Snake。另外，其父親在《金肉人》、自己在《金肉人II世》的電影版第一部中，都擔任主要反派角色的配音。
- 體格高壯、長髮馬尾、外表看來像是如其自己配音作品中《機動戰士Gundam 0083:Stardust Memory》的阿納貝爾・卡多少校、《今天是魔王》中的馮波爾特魯卿古恩達、《攻殼機動隊2 INNOCENCE》中的巴特、史蒂芬・席格。近年來其將長髮一次剪掉、變成運動員類的短髮後，在外觀上有一些變化。大抵外觀上很像《攻殼機動隊》電影版的巴特。
- 2006年3月25日，在2006東京國際動畫博覽會中舉辦的第5次東京動畫賞中，以《怪醫黑傑克》獲得聲優賞。
- 和同為配音員的矢尾一樹是高中同學，演員宇梶剛士則是其國中、高中的學弟。
- 2012年在Newtype動畫賞中，因配音《Fate/Zero》里的Rider而獲得男性聲優賞。
- 2017年1月7日，Mausu Promotion發布公告表示大塚明夫結婚[4]。

## 逸事
- 和妻子澤海陽子08年2月离婚後，仍經常共同演出。特别是2008年5月在《金曜ROADSHOW》播出的《佐罗传奇》中，演出夫妻档。《最終幻想XII》中演出交情好的角色、週四洋片劇場中配音的《刀鋒戰士2》中，主角是大塚明夫、女主角是其妻子演出。而其父親大塚周夫在前者演出主角同伴的父親角色、在後者演出形同主角父親的角色，也因此等同於一家人到齊的角色配置。
- 2009年二月，在岩田光央與鈴村健一的radio第308回中提到，已于半年前和澤海陽子離婚。
- 过去对玩游戏的成年人有反感，但演出《潛龍諜影》系列后开始對游戏產生興趣。還曾有小偷差點偷走停在庭院的機車，卻因為當天大塚剛好沒睡玩《生化危機》到深夜，注意到奇怪聲響而阻止了小偷。
- 在《今天是魔王》最終話之後，導演西村純二提到作品製作的秘辛：西村原本認為大塚可能無法配古恩達青年時代聲音，但仍希望他來錄音後，以其錄音結果來完成作品。然而大塚在配此17歲上下年紀的角色時卻陷入苦戰，並說這是「配音員人生最大的危機」。
- 在廣播節目中有提到特技是空手道，但只有年輕時才練過。
- 大塚提到，回想起和身為演員又頑固的父親之間的關係很難處理。卻和父親一樣走上演員的路，接著以聲音為主的配音員為中心，循序漸進地安定下來。又說：「由於弟弟並非演員，所以到現在仍然常說不知道要跟父親說些什麼好。」
- 以前和其父親的競賽中，曾不好意思地說「啊、老爸出現在演出名單裡。真行啊」最近則說，和父親互相都充滿精神地想要在演出上有一些創新。
- 和父親聊天時大塚周夫提起“抱歉啊都沒有留下什麽遺產。”之類的，大塚明夫回答“留下了作為演員的血脈”。
- 经常为Steven Siegel、尼古拉斯凯奇配音。Steven Siegel的片的日文译名统一为“沉默的XX”。
- 一般而言，大塚明夫的代表作是『怪醫黑傑克』系列的黑傑克醫生。原本在OVA時期，黑傑克的角色已內定為演員內藤剛志，但因為當時內藤生病無法參與，於是改找大塚演出。之後大塚就在OVA、電影版、電視特別篇、正式動畫等所有系列中演出黑傑克的角色。
  - 正式動畫中父親・大塚周夫演出的是日本醫師會會長的角色、妻子・沢海陽子則是演黑傑克所喜歡的女性角色，甚至高中時代的同學・矢尾一樹也演出黑傑克朋友的角色等、這也可說是在角色選定上，故意採用和大塚有關聯者的緣故。
- 在SS版本「この世の果てで戀を唄う少女YU-NO」的原聲帶裡提到自己的代表作是怪醫黑傑克時、曾開玩笑地表示「真想演皮諾可啊」
- 在『名偵探柯南』中演出橫溝參悟、橫溝重悟這對雙胞胎警察。這兩人的性格完全相反（請參照名偵探柯南人物列表），有時這兩人會同時登場，但大塚很成功地演出差別來。
- 在東京電玩展2006中提到，由於一直扮演『潛龍諜影』系列中的主角Snake、因此相當入戲。同時小島秀夫導演在和大塚對談時提到：「關於Snake的舉止、吸菸等動作是取自大塚先生的癖好以及對他的觀察而來的。」
- 攔乘計程車報上目的地地址時，司機驚呼“啊，SNAKE！”
- 個人官方網站于2010年2月14日開通，設立有日/中/英三囯語言介紹頁面，並在comment第一彈中寫下了“待たせたな（Snake的臺詞）”的留言。

## 主要參與作品

### 電視動畫
- 阿嘉莎·克莉絲蒂的名偵探白羅與瑪波（西德里克）
- 原子小金剛（布魯托）
- 聖鬥士星矢 冥王篇（哈蒂斯）
- 五九戰記（GK）
- 銀河鐵道物語系列
  - 銀河鐵道物語（シュワンヘルト・バルジ）
  - 銀河鐵道物語～永遠的分歧點～（シュワンヘルト・バルジ）
- 鋼鐵新世紀（ホーニー）
- COYOTE Ragtime Show（ミスター）
- 人造人間009（005/G.ジュニア）
- 新機動戰記GUNDAM W（旁白、ドーリアン）
- STRATOS 4（月野査問官）
- 快打旋風II V（旁白、バーラック、主席搜査官）
- Spawn（Spawn／Al Simmons）
- 麵包超人（いなりずしのみこと、ニガウリマン、ナガネギマン）
- 週刊故事樂園 -（「同乘的男子」（艾瑞克））
- 楽しいムーミン一家（ムーミンのパパ）
- TriGun（雷泥・ザ・ブレード）
- 南海奇皇（長谷川聖吾）
- はいぱーぽりす（バタネン藤岡）
- 白鯨傳說（エイハブ・イシュマール・アリ）
- 怪醫黑傑克系列（黑傑克）
  - 怪醫黑傑克（黑傑克）
  - 怪醫黑傑克21（黑傑克）
- 怪醫美女RAY（黑傑克）
- 波波洛克洛伊斯（ピエトロ王/ガミガミ魔王）
- 魔法騎士雷阿斯（ウィンダム）
- 陽光伴我行（まっすぐにいこう。）（源さん）
- 咕嚕咕嚕魔法陣（サイコ妖精）
- 魯邦三世系列
  - 魯邦三世 アルカトラズコネクション（アンディ）
  - 魯邦三世 ナポレオンの辭書を奪え（マッカラム）
  - 魯邦三世 ロシアより愛をこめて（ドンビーノ）
- RAY THE ANIMATION（黑傑克）
- 秀逗魔導士 Revolution（懷薩·弗雷昂ワイザー＝フレイオン ）
- 變形金剛進化版（地獄獵人）

1989年
- 機動警察（五味丘務、世話役、機長、他）
- 森林王子 少年毛克利（桑達）

1990年
- NG騎士檸檬&40（キングスカッシャー）
- 海底兩萬浬（尼摩船長）

1992年
- 見ると強くなる痛快!橫綱アニメ ああ播磨灘（播磨灘）
- 動畫秘密花園（麥克斯·霍金斯）
- ヨーヨーの貓つまみ（ヨーヨー）

1994年
- 碧奇魂（國木田大哲）
- 飛虎奇兵（鍾斯）
- 幸運超人（最強男爵）

1995年
- 十二生肖爆烈戰士（エイバブ）
- 忍空（紫雨）

1996年
- 熱鬥小馬（ツァビデル）
- 浪客劍心（鵜堂刃衛）
- 機動戰艦（御統コウイチロウ）
- 名犬萊西（愛昂‧柯伯）
- 名偵探柯南（橫溝參悟警部「兄」）

1997年
- 中華一番（丁油、旁白）
- 烈火之炎（戒）

1998年
- 快傑蒸氣偵探團（ファンタム）
- 星際牛仔（惠特尼・哈格斯・松本）第15話

2000年
- 學校怪談（逢魔）
- 金田一少年之事件簿（堀之內李奧）
- 星界的戰旗（薩姆森）

2002年
- 攻殻機動隊 STAND ALONE COMPLEX（巴特）
- 名偵探柯南（橫溝重悟警部「弟」）
- 驚爆危機（安德魯・賽格維奇・卡力林）

2003年
- 妮嘉尋親記（荷西・羅德里格茲）
- 巷說百物語（長次郎）
- ONE PIECE（馬歇爾·D·汀奇（黒鬍子））
- 驚爆危機？校園篇（安德魯・賽格維奇・卡力林）

2004年
- SD鋼彈FORCE（加貝拉博士/GP04 (ロフェッサー・ガーベラ/GP04)）
- 攻殻機動隊 S.A.C. 2nd GIG（巴特）
- 魁!!天兵高校（旁白（25話））
- 混沌武士（オクル）
- MONSTER（ミラン・コラーシュ）
- 今日大魔王!（馮・波爾特魯卿・關德爾）

2005年
- BLEACH（京樂春水）
- 今日大魔王!第2季（馮・波爾特魯卿・關德爾）
- 驚爆危機!The Second Raid（安德魯・賽格維奇・卡力林）
- 雪之女王（風的化身／魔王）

2006年
- Keroro軍曹（Galulu中尉）
- 史上最強弟子兼一 (緒方一神齋)
- 涼宮春日的憂鬱（新川（6話・8話））
- 星際海盜(Mister)
- 怪醫美女RAY(BJ/黑傑克)

2007年
- 銀魂(才藏)
- 惡魔獵人（摩里森）
- 風之少女艾蜜莉 (法蘭西斯‧卡本特)
- 魔人偵探腦嚙涅羅 (至郎田正影)

2008年
- 火影忍者疾風傳（地陸）
- 今日大魔王!第三季（馮・波爾特魯卿・關德爾）

2009年
- CANAAN（薩岩）
- 戰場女武神（蘭迪・伊卡）
- 第一神拳 第2季（布萊恩霍克）

2010年
- Keroro軍曹乙（アタナベ☆ワツシ）
- 無頭騎士異聞錄 DuRaRaRa!!（岸谷森嚴）
- 笨蛋，測驗，召喚獸 第一季（西村宗一、旁白1）

2011年
- 日常(參謀)
- 笨蛋，測驗，召喚獸 第2季（西村宗一[鐵人]）
- Fate/Zero 第1季（Rider）
- 刀鋒戰士（埃里克・布魯克斯）

2012年
- 宇宙兄弟（布萊恩·傑伊）
- 羅馬浴場（哈德良）
- HUNTER×HUNTER（第2作）（窩金）
- Fate/Zero 第2季（Rider）
- JoJo的奇妙冒險（瓦姆烏）

2013年
- 宇宙戰艦大和號2199（艾尔克·德梅尔）※2012年起于电影院先行上映
- 熱風海陸 BushiRoad（三田）

2014年
- 戰國無雙SP 真田之章（本多忠勝）
- 魔神之骨（東尾）
- Hunter × Hunter（「丑」米才伊史多姆·納納）
- 尋找失去的未來（本城作之進）
- 宇宙浪子（土司機）

2015年
- 無頭騎士異聞錄 DuRaRaRa!!×2 承（岸谷森嚴）
- The Rolling Girls（丹迪）
- 戰國無雙（本多忠勝）
- 小長門有希的消失（新川一）
- 血界戰線（布利茲·T·艾布拉姆）
- 無頭騎士異聞錄 DuRaRaRa!!×2 轉（岸谷森嚴）
- 青年黑傑克（旁白）

2016年
- 無頭騎士異聞錄 DuRaRaRa!!×2 結（岸谷森嚴）
- 逆轉裁判（狩魔豪）
- 最終騎士（戴爾札因）
- 我的英雄學院（老師）
- 甲鐵城的卡巴內里（興匡）
- 烙印勇士（髑髏騎士）
- 初戀怪獸（旁白）
- 路人超能100（小酒窩、旁白）
- 時間飛船24（西頓）
- 超心動！文藝復興（校長）

2017年
- 3月的獅子（藤本雷堂）
- 鎖鏈戰記 ～赫克瑟塔斯之光～（黑之王）
- 愛麗絲與藏六（樫村藏六[5]）
- 我的英雄學院 第2期（老師／ALL・FOR・ONE）
- 跳水男孩（前原一朗）
- 此花綺譚（戰鬥之神）

2018年
- 搖曳露營△（旁白、凜的祖父）
- 宇宙戰艦提拉米蘇（旁白／杜蘭德爾）
- 妖怪旅館營業中（松葉）
- 多田君不戀愛（喵大〈心裡的聲音〉）
- 我的英雄學院 第3期（ALL・FOR・ONE）
- 黃金神威（二瓶鐵造）
- 驚爆危機！Invisible Victory（安德魯·賽格維奇·卡力林）
- 刃牙（範馬勇次郎[6]）
- 中間管理錄利根川（まさやん）
- 異世界魔王與召喚少女的奴隸魔術（徹斯特·雷·加爾弗德[7]）
- 深夜！天才傻鵬（黑傑克）
- 茜色少女（迫間仁[8]）
- 宇宙戰艦提拉米斯II（旁白）
- 傀儡馬戲團（才賀善治[9]）

2019年
- 多羅羅（壽海）
- 路人超能100 II（小酒窩）
- 卡羅爾與星期二（加斯）
- 你遭難了嗎？（鬼島丈一）
- Star☆Twinkle 光之美少女（星奈陽一）
- 海盜戰記（托魯克爾）
- 艾梅洛閣下II世事件簿 -魔眼蒐集列車 Grace note-（Rider）
- 鬼太郎（第6作）（滑瓢）
- 非洲的動物上班族（獅子、旁白）
- PSYCHO-PASS心靈判官 3（廿六木天馬）
- BEASTARS（剛兵）

2020年
- 房間露營△（旁白、凜的祖父）
- 〈Infinite Dendrogram〉-無盡連鎖-（巴巴洛伊·巴德·巴恩）
- 我的英雄學院 第4期（ALL・FOR・ONE）
- 昨日之歌（專務）
- 隱瞞之事（戒潟魁吏）
- 大欺詐師（拉吉）
- 魔王學院的不適任者～史上最強的魔王始祖，轉生就讀子孫們的學校～（傑魯凱、謎之聲）
- 全员恶玉（处刑科师傅）
- 慕留人-火影忍者新世代-（雨戶）

2021年
- 偶像★進行曲（大熊校長）
- 搖曳露營△ SEASON2（旁白、凜的祖父〈新城肇〉）
- BEASTARS 第2期（剛兵）
- 半妖的夜叉姬（犬大將）
- 我的英雄學院 第5期（ALL・FOR・ONE）
- 席斯坦 -The Roman Fighter-（旁白）
- 異世界魔王與召喚少女的奴隸魔術Ω（徹斯特·雷·加爾弗德）
- 龍先生、想要買個家。（國王）
- 叫我對大哥（對馬）
- 遊戲王SEVENS（上城暁範）
- 月光下的異世界之旅（蒙多）
- 與你一起健身拳擊（貝爾納多）
- 吸血鬼馬上死（全羅尼姆）
- 魯邦三世 PART6（次元大介、本鄉義昭）
- 前輩有夠煩（爺爺）
- 半妖的夜叉姬 貳之章（犬大將）

2022年
- 少女前線（克魯格[10]）
- 永遠的831（室戶[11]）
- 天才王子的赤字國家重生術（革呂耶·蘇厥世[12]）
- 平家物語（弁慶）
- SPY×FAMILY間諜家家酒（WISE局長）
- 朋友遊戲（澤良宜涉）
- RPG不動產（小白）
- 夏日時光（菱形青銅[13]）
- 王者天下4（凱孟）
- BLACK★★ROCK SHOOTER DAWN FALL（50年後的Norito）
- 幽零幻鏡（怪人O）
- 家裡蹲的日常（旁白）
- 路人超能100 III（小酒窩、旁白）
- 我的英雄學院 第6期（ALL・FOR・ONE）
- BLEACH 千年血戰篇（京樂春水[14]）
- POP TEAM EPIC（第2期）（PIPI美〈第8話B段〉）
- 戀愛Flops（井澤幸太郎）

2023年
- 文豪Stray Dogs 第4期（福地櫻痴[15]）
- REVENGER（傑拉德·嘉納[16]）
- 吸血鬼馬上死2（全羅尼姆）
- 擁有超常技能的異世界流浪美食家（肢解店）
- 海盜戰記 SEASON 2（托魯克爾[17]）
- 不相信人類的冒險者們好像要去拯救世界（納爾嘉瓦）
- 最強陰陽師的異世界轉生記（艾迪斯）
- 阿魯斯的巨獸
- 為了養老，我要在異世界存8萬枚金幣（古龍）
- 我家的英雄（窪[18]）
- YouTuNya（旁白[19]）
- 在異世界獲得超強能力的我，在現實世界照樣無敵～等級提升改變人生命運～（埃諾國王）
- 異世界一擊殺姊姊 ～姊姊同伴的異世界生活開始了～（旁白）
- 謊言遊戲（老人）
- 文豪Stray Dogs 第5期（福地櫻痴）
- 聖者無雙～上班族的異世界生存之道～（布羅德[20]）
- 幻日夜羽 -鏡中暉光-（鞠莉的父親）
- Lv1魔王與獨居廢勇者（特里戈林）
- 物之古物奇譚（匣[21]）
- 重生者的魔法一定要特別（托內普·亞斯藍）
- 七大罪 啟示錄四騎士（巴爾吉斯[22]）
- 香格里拉·開拓異境～糞作獵手挑戰神作～（霸伊斯亞修）

2024年
- 碰之道（將碰[23]）
- 月光下的異世界之旅 第二幕（蒙多[24]）
- 異修羅（靜寂的哈魯甘特[25]）
- 轉生為第七王子，隨心所欲的魔法學習之路（古力莫瓦[26]）
- 搖曳露營△ SEASON3（旁白[27]）
- 殺手寓言（海老原剛士[28]）
- 我的英雄學院 第7期（ALL・FOR・ONE[29]）
- 隊長小翼Season2 青少年篇（全日本代表監督）
- 地下城中的人（布蘭斯[30]）
- 金肉人 完美超人始祖篇（STRONG·THE·武道[31]）
- 杖與劍的魔劍譚（羅格韋爾[32]）
- 嘆氣的亡靈想隱退（卡克·韋爾達[33]）
- 亂馬1/2（第2作）（天道早雲[34]）
- 殿下與狗（殿下[35]）
- 七大罪 啟示錄四騎士 第2期（巴爾吉斯）
- 香格里拉·開拓異境～糞作獵手挑戰神作～ 2nd season（霸伊斯亞修[36]）

2025年
- 平凡上班族到異世界當上了四天王的故事（魔王[37]）
- 天久鷹央的推理病歷表[38]（室內宗名）
- 七龍珠大魔（第三眼、旁白）
- 異修羅 第2期（靜寂的哈魯甘特）
- 中年大叔轉生反派千金（利奧波德·奧弗涅[39]）
- 我獨自升級 Season 2 -Arise from the Shadow-（町田道玄）
- LAZARUS 拉撒路（阿貝爾[40]）
- 正義使者 -我的英雄學院之非法英雄-（謎之男）
- LUPIN THE IIIRD 錢形與兩個魯邦（次元大介[41]）
- 我的英雄學院 FINAL SEASON（ALL・FOR・ONE[42]）

2026年
- 魔王的女兒太溫柔了！！（阿里曼[43]）

### OVA
- 我是大哥大（白鳥）
- 惡魔人默示錄（アモン）
- 亞爾斯蘭戰記系列
  - 亞爾斯蘭戰記（安德拉寇拉斯三世）
  - 亞爾斯蘭戰記 征馬孤影 上・下（安德拉寇拉斯三世）
- インフェリウス惑星戦史外伝 CONDITION GREEN（ジョルジュ・ガルディーノ）
- KEY THE METAL IDOL（青射）
- 機甲獵兵Mellowlink（キーク・キャラダイン）
- 機動戰士Gundam 0083:Stardust Memory（アナベル・ガトー）
- 攻殼機動隊 S.A.C. Solid State Society（巴特）
- 銀河英雄傳說（邱吾權）
- 鐵甲人-地球靜止之日（小李広・花栄、シムレ教授）
- スケバン刑事（沼重三）
- 沉默的艦隊（深町洋）
- TWIN SIGNAL～ファミリーゲーム～（音井信之介）
- でたとこプリンセス（國王）
- 鐵拳（Jack-2、旁白）
- 鉄腕バーディー（ゴメス）
- 天地無用!魎皇鬼（柾木 阿主沙 樹雷）
- 鬥神傳（ラングー）
- Dragon Slayer 英雄傳說～王子的旅行～（ゲイル）
- 爆炎學園（鬼島藤太）
- THE八犬伝（犬村大角）
- 怪醫黑傑克（黑傑克）
- 碧奇魂（國木田大哲）
- 菜菜子解體診書（拝錠児）
- DOGS(ニル)
- 機動戰士高達 MS IGLOO 2 重力戰線 (第2話<<陸地王者，前進!>>)（エルマー・スネル大尉）

2019年
- 路人超能100 第一回靈能相談所員工旅遊～填滿內心的療癒之旅～（小酒窩）

- 東離劍遊記3 (萬軍破)

### 動畫電影
- 日本鎖國 (電影)（サイトウ）
- 亞爾斯蘭戰記（安德拉寇拉斯三世）
- 犬夜叉 天下霸道之剣（犬大將「犬夜叉與殺生丸之父」）
- GHOST IN THE SHELL / 攻殻機動隊（巴特）
- 攻殼機動隊2 INNOCENCE（巴特）
- 機動戰艦 -The prince of darkness-（御統コウイチロウ）
- 金肉人II世（ザ・犀暴愚）
- 紅豬（卡地士）
- 蠟筆小新 嵐を呼ぶジャングル（パラダイスキング）
- 劇場版 NARUTO -ナルト- 大興奮! みかづき島のアニマル騒動だってばよ（ツキミチル）
- 東京教父（醫生）
- 哈姆太郎 ハムハムグランプリンオーロラ谷の奇蹟～リボンちゃん危機一髪!～（ハムクック）
- 哆啦A夢大雄的創世日記（神）
- 霍爾的移動城堡（國王）
- 銀河鐵道物語～被遺忘的時間行星～（シュワンヘルト・バルジ）
- 盜夢偵探（粉川利美）
- 怪醫黑傑克系列
  - 怪醫黑傑克（黑傑克）
  - 怪醫黑傑克 兩位神秘醫生（黑傑克）
- 劇場版BLEACH MEMORIES OF NOBODY（京楽春水）
- Brave Story（暁の神將）
- 真救世主傳說 北斗神拳（サウザー）
- 魔女宅急便（飛行船船長）
- 名偵探柯南 偵探們的鎮魂歌（橫溝重悟警部）
- 魯邦三世 くたばれ!ノストラダムス（クリス）
- ONE PIECE THE MOVIE 祭典男爵與秘密島（祭典男爵）
- 電影 Yes! 光之美少女5GoGo!甜點王國的生日聚會!（穆舒凡）
- 新·大雄的宇宙開拓史(基拉)

2015年
- 屍者的帝國（M）
- 和諧（阿薩夫）

2017年
- 虐殺器官（洛克威爾）

2018年
- 我的英雄學院劇場版：兩個人的英雄（ALL・FOR・ONE）
- 劇場版 七大罪 天空的囚人（佐利亞）

2019年
- Code Geass 復活的魯路修（伏庫拿·齊格納）
- 蠟筆小新：新婚旅行風暴～奪回廣志大作戰～（怪手強尼）
- 航海王：奪寶爭霸戰（馬歇爾·D·汀奇）

2020年
- PSYCHO-PASS心靈判官3 FIRST INSPECTOR（廿六木天馬）

2021年
- 新·福音戰士劇場版𝄇（高雄浩司）
- 酷愛電影的龐波小姐（馬丁）
- 劇場編輯版 隱瞞之事 -秘密之事是什麼-（戒潟魁吏）

2022年
- 電影版 搖曳露營△（新城肇、旁白）

2023年
- 沙漠大冒險（撒旦[44]）

2024年
- PUI PUI 天竺鼠車車 電影版 MOLMAX（ドッジのドライバー[45]）

2025年
- 凡爾賽玫瑰（布威將軍[46]）
- 愉快動物餅 THE MOVIE（マッカロン教授[47]）
- LUPIN THE IIIRD THE MOVIE 不死身的血族（次元大介[48]）

### 網路動畫
2016年
- 寶可夢世代（阪木）

2019年
- 拳願阿修羅（加納咢）

2020年
- 刃牙 第二季 (範馬勇次郎)

2021年
- 範馬刃牙 (範馬勇次郎)

2023年
- GOOD NIGHT WORLD（赤羽士郎／有間小次郎[49]）
- 鬼武者（宮本武藏[50]）
- PLUTO ～冥王～ (BJ)

2024年
- 沙漠大冒險（撒旦）
- 範馬刃牙 VS 拳願阿修羅（範馬勇次郎、加納咢[51]）
- BEASTARS FINAL SEASON（剛兵[52]）

2025年
- 忍者蝙蝠俠VS極道聯盟（水龍亞朝〈水行俠〉[53]）
- 新星GALVERSE（DEX[54]）

### 布袋戲
2021年
- Thunderbolt Fantasy 東離劍遊紀3（萬軍破）

### 遊戲
- 機戰傭兵2アナザーエイジ（CM）
- 妖精戰士3（ガルド）
- 夜行偵探PLUS（鈴木源三郎）
- いまどきのバンパイア（フェイドの父）
- Ultima IX（アバタール）
- EXTERMINATION(マイク・ハーディガン少佐)
- 鬼武者系列（織田信長）
- Only you リベルクルス（鴉丸羅喉）
- 改造町人シュビビンマン3（魔界神）
- 機甲兵團 J-PHOENIX系列
  - 機甲兵團 J-PHOENIX 序章編（グリュウ・アインソード、グレン・クラウゼン）
  - 機甲兵團 J-PHOENIX 本編（グリュウ・アインソード、グレン・クラウゼン）
  - 機甲兵團 J-PHOENIX BURST TACTICS（グリュウ・アインソード）
  - 機甲兵團 J-PHOENIX2 本編（グリュウ・アインソード）
- 機神飛翔デモンベイン（ラバン・シュリュズベリイ）
- 機動戰士GUNDAM系列
  - 機動戰士剛彈外傳 THE BLUE DESTINY（旁白）
  - 機動戰士剛彈Climax U.C.（阿納貝爾･卡多）
- 今天是魔王：最初的旅行（馮波爾特魯卿古恩達）
- 王國之心系列
  - 王國之心（アンセム）
  - 王國之心：記憶之鍊（アンセム）
  - 王國之心II（アンセム、ゼアノート）
- 遊戲天國系列（ぴぐ）
- 鬼太郎 異聞妖怪奇譚（吸血鬼ドラキュラ）
- 決戰III（上杉謙信、旁白）
- 戰國無雙系列（1代猛將傳開始）（本多忠勝）
- 無雙OROCHI系列（本多忠勝）
- GENJI（武藏坊辨慶）
- 攻殻機動隊 STAND ALONE COMPLEX（巴特）
- この世の果てで戀を唄う少女YU-NO（龍蔵寺幸三）
- 櫻花大戰2（緒方星也）
- 侍魂 天下一剣客傳（壬無月斬紅郎、兇國日輪守我旺、魔界を統べし我旺、タイトルコール）
- 宇宙戰艦大和號系列
  - さらば宇宙戦艦ヤマト・愛の戦士たち（土方竜）
  - 宇宙戦艦ヤマト 暗黒星団帝國の逆襲（古野間卓、土方竜）
  - 宇宙戦艦ヤマト 二重銀河の崩壊（古野間卓）
- 捉猴啦3（スネーク、ピポスネーク）
- 茉莉花 (遊戲)（BOY）
- 戰國美少女斬斷雲空（服部半藏）
- Sunrise英雄譚R（キョウ・アカツキ）
- 白詰草話（荒山鳥人）
- 新天魔界 GENERATION OF CHAOS V（ハンク、バミリアン、旁白）
- 超級機器人大戰系列（阿納貝爾･卡多）
- 縱橫諜海：Pandora Tomorrow（スハディ・サドノ）
- 星界的戦旗（サムソン）
- 雙界儀（八洲大騎）
- 劍魂II（Xbox版）（スポーン）
- 速攻生徒會（柴田明夫）
- 火線危機4（ウィリアム・ラッシュ大尉）
- 任天堂明星大亂鬥系列
  - 任天堂明星大亂鬥X（Solid Snake、Samurai Goroh）
  - 任天堂明星大亂鬥3DS/Wii U（Samurai Goroh）
  - 任天堂明星大亂鬥 特別版（Solid Snake、Samurai Goroh）
- 偵探神宮寺三郎：燈火消失的瞬間（神宮寺三郎）
- 探偵紳士DASH!（鬼弐丸）
- 交響曲傳奇（リーガル・ブライアン）
- 天外魔境III（儀右衛門）
- 天下人（武田信玄）
- 皇家騎士團（ラシュディ、プロキオン）
- 多羅羅（醍醐景光）
- NAMCO x CAPCOM（名無しの超戦士1P、源頼朝，PS2）
- 月華劍士系列
  - 幕末浪漫 月華剣士（天野漂）
  - 幕末浪漫 月華劍士2（天野漂、アナウンス）
- BALDR FORCE EXE（クーウォン）
- 英雄傳說～四個封印～（ザヴェル）
- PHILOSOMA（キナバル大佐）
- 最終幻想XII（加布拉斯）
- BLEACH系列（京楽春水）
- 劍舞者～千年之約定～（ゴーザン）
- 武藏傳（ジャン、ウォッカ）
- 重金屬閃電（秋葉原ヘイワード）
- 我們的太陽系列（おてんこさま/伯爵/リンゴ）
- 波波洛克洛伊斯物語系列
  - 波波洛克洛伊斯物語（ガミガミ魔王）
  - 波波洛克洛伊斯：最初的冒險（ピエトロ王）
  - 波波洛克洛伊斯：月之戒律的冒險（ピエトロ王/ガミガミ魔王）
- 潛龍諜影系列
  - METAL GEAR SOLID（Solid Snake）
  - METAL GEAR SOLID 2 SONS OF LIBERTY（Solid Snake、Solidus Snake、Iroquois Pliskin）
  - METAL GEAR SOLID 3 SNAKE EATER（Naked Snake、Solid Snake）
  - METAL GEAR SOLID 4 GUNS OF THE PATRIOTS（Old Snake）
  - METAL GEAR AC!D2（Snake）
  - METAL GEAR SOLID PORTABLE OPS（Naked Snake）
  - METAL GEAR SOLID:PEACE WALKER（Naked Snake）
  - Metal Gear Solid V: Ground Zeroes（Naked Snake）
  - Metal Gear Solid V: The Phantom Pain（Venom Snake、Big Boss）
- 刺客信条系列
  - 刺客信条2（Mario Auditore）
  - 刺客信条：兄弟会（Mario Auditore）
- 燃燒吧!私立正義學園（風間醍醐、ワイルド醍醐）
- 悠久幻想曲（リカルド・フォスター）
- 義經紀（武蔵坊弁慶）
- 王國傳說2（カムイ）
- 魯邦三世 魔術王的遺產（ハスダル・フランツ）
- 龍騎士傳說 (ジーク)
- 異世界傳說（アヴァロン）
- 洛克人X7（雷德）
- 機動戰士GUNDAM SEED DESTINY GENERATION of C.E.　（カイト・マディガン）
- 戰場女武神（蘭迪・伊卡）
- 紛爭：最終幻想（ジャッジ・ガブラス）
- Cosmic Break/コズミックブレイク（[神官]ドラッケン）
- 女友伴身邊（♪）（武上創士郎）
- 新槍彈辯駁V3 大家的自相殘殺新學期（星龍馬）
- JUMP FORCE（马歇尔·D·汀奇）
- 最終幻想XIV（盖乌斯·范·巴埃萨）
- 死亡搁浅（Die-Hardman）
- 最終幻想 纷争NT（加布拉斯）
- 偶像★進行曲（大熊校長）
- Fire Emblem Heroes（加隆）
- 英雄傳說 黎之軌跡 (貝爾加德·哲曼)
- 人中之龍 維新 極（近藤勇）
- 異度神劍系列
  - 異度神劍2（班恩會長）
  - 異度神劍3（梅比烏斯Z）
- 莉莉的鍊金工房 ～薩爾布魯克的鍊金術士3～（海因茲·馬多克）
- 莉茲的鍊金工房 ～奧多爾的錬金術士～（葛雷格·里格里斯）
- 蘿樂娜的鍊金工房 ～亞蘭德之鍊金術士～（吉歐）
- 梅露露的鍊金工房 ～亞蘭德之鍊金術士3～（吉歐）

2009年
- 人中之龍3（田宮隆造）

2016年
- Fate/Grand Order（伊斯坎达尔）

2019年
- 惡魔獵人5（摩里森）

2020年
- 人中之龍7 光與闇的去向（足立宏一）
- 对马岛之鬼（志村）

2021年
- 寶可夢大師（弗拉達利）

2023年
- 怪物彈珠（水戶光圀）[55]

2024年
- 暗喻幻想：ReFantazio（羽伊邪命·諾克托爾）
- 人中之龍8（足立宏一）

### 特撮
- 超級戰隊系列
  - 超力戦隊オーレンジャー（バラリベンジャー）
  - 電磁戦隊メガレンジャー（カナリアネジラー）
  - 星獣戦隊ギンガマン（バットバス魔人部隊ザッカス）
  - 救急戦隊ゴーゴーファイブ（死神戦士災魔獣タナトス）
  - 魔法戦隊マジレンジャー（冥府神ダゴン）
  - 宇宙戦隊キュウレンジャー（Champ/金牛黑）
- メタルヒーローシリーズ
  - ビーファイターカブト（歯貝獣ネズガイラ）

### 廣播
- クロックタワー2（サミュエル・バートン＆シザーマン）
- 黒田崇矢&大塚明夫 Knock Out Voice!! (音泉 2006年10月～)

### 吹替

#### 劇集
- 三國演義日語版（關羽）
- 怪物:梅內德斯弒親兄弟檔 (2024年) - 何賽·梅內德斯(Joese Menendez)

#### 动画
- 爱x死x机器人（Hank，《机动装甲》）

### 電視劇
- 動物のお医者さん（2003年） - ヒヨちゃん的聲音
- 手機刑警 銭形零 第1季 第12話（2004年） - 渡部靖男
- 真夜中的百貨店〜歡迎光臨神祕房間〜 Season1（2016年）、 Season2（2018年10月） - コンシェルジュ
- 路人超能100（2018年） - エクボ的聲音/旁白
- dele 最終話（2018年、朝日電視台） - 辰巳仁志
- 小圓今年26歲，是一名實習醫生！（2025年、TBS）- Dr.K的聲音

### 電影
- 安東尼奧·班德拉斯：英雄不流淚 ※VHS、DVD版、BD版。
- 尼古拉斯凯奇系列：战争之王、神秘代码、惊魂下一秒、石破天惊、国家宝藏系列、变脸、恶灵骑士系列
- 塞缪尔杰克逊系列：基地疑云、黑色追緝令,反恐特警组
- 让雷诺系列：这个杀手不太冷、绿芥刑警、你丫闭嘴、卢旺达旅馆
- 范迪塞尔系列：星际传奇系列、玩命關頭4（电视版）
- 尚格云顿系列：突然死亡、终极标靶
- 龙格尔：敢死队系列、再造战士系列
- Steven Siegel系列：
- Re:Born 重生之鬼（2016年7月25日）

### CD
- 被虐の荒野（ヴァロー）（原作：神崎春子）
- 僕のセクシャルハラスメント（本間一則）（原作：桃さくら）
- イノセント･サイズ（六田勝）（原作：高口裡純）
- 美しい男（ガンディ）（原作：高口裡純）
- 叫んでやるぜ!（小泉天竜）
- 巷のアマデウス (SONY発売の富士見シリーズ 9)（飯田弘）（原作：秋月こお）
- 絆-KIZUNA- YOU'RE ALL（荒木政則）（原作：小鹰和麻）
- Cafe吉祥寺で（三鷹雄一）
- 戀の診察室（結城昭秀）（原作：井村仁美）
- トリニティ・ブラッド R.A.M.（レオン・ガルシア）
- 電撃CD文庫《真侍魂》（牙神幻十郎）
- 福爾摩斯探案系列：巴斯克維爾的獵犬（ステープルトン）
- 廣播劇CD《快打旋風EX系列》（旁白）
- 少年濡れやすく戀成りがたし（並木水人）
- 花のあすか組!外伝（旁白）
- Sound Horizon1st Maxi Single『少年は剣を…』（旁白）
- Sound Horizon5th Story CD『Roman』（旁白/M1,3,5）
- Metal Gear Solid Drama Vol.1、Vol.2 （ソリッド・スネーク）
- Fate/Zero（Rider）

### 其他
- 明夫露營（あきキャン△；實境特別短片[56]）

## 外部連結
- （日語）MAUSU Promotion的介紹頁 （页面存档备份，存于）
- 大塚明夫的X（前Twitter）

| 前任： 國島直希 （動物戰隊獸王者） | 日本超級戰隊系列黑色戰士演員 (聲演) 宇宙戰隊九連者 2017年2月12日-2018年2月4日 | 繼任： 岸田達也 （騎士龍戰隊龍裝者） |